# Autoroute A 304
Die Autoroute A 304 ist eine französische Autobahn, die an der Autobahn A 34 in Charleville-Mézières beginnt und bis Rocroi nahe der belgischen Grenze verläuft. Die Autobahn ist 31 km lang und wurde am 31. Juli 2018 eröffnet.
Sie zweigt bei Charleville-Mézières von der A 34 ab, verläuft zunächst in Richtung Nordwest und schwenkt dann nach Norden. Sie kreuzt mit einer Anschlussstelle die N 43.